# Karl Landsteiner Gesellschaft
Die Karl Landsteiner Gesellschaft ist eine österreichische Institution zur Durchführung von wissenschaftlichen Forschungen, wissenschaftlichen Veranstaltungen und damit verbundenen wissenschaftlichen Publikationen und Dokumentationen im Bereich der Medizin und verwandter wissenschaftlicher Disziplinen.

## Organisation
Die Gesellschaft ist eine als gemeinnütziger Verein organisierte Forschungsvereinigung mit Bürositz in St. Pölten. Sie wurde im Jahr 2004 mit dem Ziel gegründet, patientenorientierte, wissenschaftliche Forschung und Fortbildung in Wien und Niederösterreich zu fördern. Die Gesellschaft ist benannt nach dem aus Niederösterreich stammenden Entdecker der Blutgruppen und Nobelpreisträger für Medizin Karl Landsteiner. Präsident seit 2010 ist der Universitätsprofessor Bernhard Schwarz.
Die Gesellschaft gliedert sich (Stand 2015) in 62 „Karl Landsteiner Institute“, die nahezu sämtliche Teilgebiete der Medizin umfassen. Geforscht wird vorwiegend in kleinen Instituten, wobei der Karl Landsteiner Gesellschaft als Dachorganisation die Eigenständigkeit der Institute wichtig ist.
Der Verein bietet ihren Instituten eine Vernetzungsplattform für interdisziplinäre Forschungsprojekte und fungiert als Verwaltungsorgan. Die Institute werden patientenorientiert, berufsbegleitend und mit hohem Praxisbezug geführt. Jährliche Zielvereinbarungen, Transparenz und standardisierte Evaluierungsverfahren der Institute sollen bei allen Forschungsprojekten einen gleichbleibenden hohen Qualitätsstandard sichern.